# Patrick Burgener
Patrick Burgener (Lausana, 1 de junio de 1994) es un deportista suizo que compite en snowboard, especialista en la prueba de halfpipe.
Ganó dos medallas de bronce en el Campeonato Mundial de Snowboard, en los años 2017 y 2019. Participó en los Juegos Olímpicos de Pyeongchang 2018, ocupando el quinto lugar en el halfpipe.

## Medallero internacional
| Campeonato Mundial | Campeonato Mundial         | Campeonato Mundial | Campeonato Mundial |
| Año                | Lugar                      | Medalla            | Competición        |
| ------------------ | -------------------------- | ------------------ | ------------------ |
| 2017               | Sierra Nevada (España)     | Medalla de bronce  | Halfpipe           |
| 2019               | Park City (Estados Unidos) | Medalla de bronce  | Halfpipe           |